# María Irigoyen
María Irigoyen (Buenos Aires, 24 giugno 1987) è una tennista argentina.

## Carriera
Vincitrice di quindici titoli ITF nel singolare e ben 51 nel doppio, María Irigoyen fa anche parte della squadra argentina di Fed Cup con cui ha giocato un totale di diciannove match riportando undici vittorie.
Nei tornei del Grande Slam non è mai riuscita a superare le qualificazioni e quindi ad accedere al tabellone principale.
Ha conquistato la medaglia d'oro ai XVI Giochi panamericani nel doppio femminile insieme a Florencia Molinero.

## Statistiche

### Doppio

#### Vittorie (2)
| Grande Slam (0)       |
| Ori Olimpici (0)      |
| WTA Finals (0)        |
| Premier Mandatory (0) |
| Premier 5 (0)         |
| Premier (0)           |
| International (2)     |

| N. | Data             | Torneo                       | Superficie  | Partner              | Avversarie in finale               | Punteggio in finale |
| 1. | 22 febbraio 2014 | Rio Open, Rio de Janeiro     | Terra rossa | Irina-Camelia Begu   | Johanna Larsson Chanelle Scheepers | 6-2, 6-0            |
| 2. | 20 febbraio 2016 | Rio Open, Rio de Janeiro (2) | Terra rossa | Verónica Cepede Royg | Tara Moore Conny Perrin            | 6-1, 7-6(5)         |

#### Sconfitte (6)
| Grande Slam (0)       |
| Argenti Olimpici (0)  |
| WTA Finals (0)        |
| Premier Mandatory (0) |
| Premier 5 (0)         |
| Premier (0)           |
| International (6)     |

| N. | Data              | Torneo                                   | Superficie    | Partner            | Avversarie                                     | Punteggio         |
| 1. | 21 febbraio 2015  | Rio Open, Rio de Janeiro                 | Terra rossa   | Irina-Camelia Begu | Ysaline Bonaventure Rebecca Peterson           | 0-3, rit.         |
| 2. | 31 luglio 2015    | WTA Brasil Tennis Cup, Florianópolis     | Terra rossa   | Paula Kania        | Annika Beck Laura Siegemund                    | 3-6, 6(1)-7       |
| 3. | 20 settembre 2015 | Coupe Banque Nationale, Québec           | Sintetico (i) | Paula Kania        | Barbora Krejčíková An-Sophie Mestach           | 6-4, 3-6, [10-12] |
| 4. | 29 aprile 2016    | Sparta Prague WTA, Praga                 | Terra rossa   | Paula Kania        | Margarita Gasparjan Andrea Hlaváčková          | 4-6, 2-6          |
| 5. | 21 maggio 2016    | Internationaux de Strasbourg, Strasburgo | Terra rossa   | Liang Chen         | Anabel Medina Garrigues Arantxa Parra Santonja | 2-6, 0-6          |
| 6. | 29 luglio 2017    | Swedish Open, Båstad                     | Terra rossa   | Barbora Krejčíková | Quirine Lemoine Arantxa Rus                    | 6-3, 3-6, [8-10]  |

## Statistiche ITF

### Singolare

#### Vittorie (16)
| Torneo 100 000 $ |
| Torneo 75 000 $  |
| Torneo 50 000 $  |
| Torneo 25 000 $  |
| Torneo 15 000 $  |
| Torneo 10 000 $  |

| N.  | Data              | Torneo                  | Superficie  | Avversaria in finale    | Punteggio         |
| 1.  | 24 giugno 2007    | Bucarest                | Terra rossa | Kateryna Avdiyenko      | 4-6, 6-1, 6-4     |
| 2.  | 11 agosto 2007    | Caracas                 | Cemento     | Ana-Clara Duarte        | 6-3, 6-3          |
| 3.  | 2 settembre 2007  | Santa Cruz de la Sierra | Terra rossa | Verónica Spiegel        | 6-3, 7-5          |
| 4.  | 17 novembre 2007  | Buenos Aires            | Terra rossa | Andrea Benítez          | 6-1, 6-1          |
| 5.  | 29 marzo 2009     | Metepec                 | Cemento     | Aranza Salut            | 7-6(6), 6-1       |
| 6.  | 18 aprile 2009    | Buenos Aires            | Terra rossa | Mailen Auroux           | 6-3, 6-4          |
| 7.  | 30 maggio 2009    | Córdoba                 | Terra rossa | Marina Giral Lopes      | 6-2, 7-6(6)       |
| 8.  | 6 giugno 2009     | Córdoba                 | Terra rossa | Carla Lucero            | 6-1, 6-0          |
| 9.  | 4 ottobre 2009    | Granada                 | Cemento     | Beatriz García Vidagany | 7-5, 2-6, 4-3 rit |
| 10. | 13 giugno 2010    | Campobasso              | Terra rossa | Laura Thorpe            | 6-2, 7-6(7)       |
| 11. | 14 agosto 2011    | Santa Cruz de la Sierra | Terra rossa | Andrea Koch-Benvenuto   | 6-2, 6-3          |
| 12. | 18 settembre 2011 | Sao Jose Dos Campos     | Terra rossa | Carolina Zeballos       | 6-0, 6-0          |
| 13. | 25 settembre 2011 | San Paolo               | Terra rossa | Carla Lucero            | 6-2, 6-3          |
| 14. | 22 luglio 2012    | Campos do Jordão        | Cemento     | Donna Vekić             | 7-5, 6-0          |
| 15. | 14 luglio 2013    | Campinas                | Cemento     | Verónica Cepede Royg    | 6-2, 6-2          |
| 16. | 10 agosto 2014    | Caracas                 | Cemento     | Harmony Tan             | 6-1, 6-3          |

#### Sconfitte (13)
| Torneo 100 000 $ |
| Torneo 75 000 $  |
| Torneo 50 000 $  |
| Torneo 25 000 $  |
| Torneo 15 000 $  |
| Torneo 10 000 $  |

| N.  | Data              | Torneo                | Superficie  | Avversaria in finale         | Punteggio        |
| 1.  | 11 giugno 2006    | Xalapa                | Cemento     | Andrea Koch-Benvenuto        | 1-6, 6-3, 4-6    |
| 2.  | 9 luglio 2006     | Valencia              | Cemento     | Estefania Craciún            | 5-7, 1-6         |
| 3.  | 13 settembre 2007 | Santo André           | Cemento     | María Fernanda Álvarez Terán | 2-6, 2-6         |
| 4.  | 7 ottobre 2007    | Monterrey             | Cemento     | Tetjana Lužans'ka            | 3-6, 2-6         |
| 5.  | 24 novembre 2007  | Buenos Aires          | Terra rossa | Agustina Lepore              | 3-6, 6-4, 2-6    |
| 6.  | 6 settembre 2008  | Buenos Aires          | Terra rossa | Roxane Vaisemberg            | 2-6, 5-7         |
| 7.  | 2 maggio 2009     | Buenos Aires          | Terra rossa | Mailen Auroux                | 2-6, 3-6         |
| 8.  | 22 agosto 2011    | La Paz                | Terra rossa | Andrea Koch-Benvenuto        | 0-6, 6(7)-7      |
| 9.  | 6 novembre 2011   | Asunción              | Terra rossa | Romana Tabak                 | 7-5, 6(9)-7, 5-7 |
| 10. | 29 luglio 2012    | São José do Rio Preto | Terra rossa | Florencia Molinero           | 3-6, 4-6         |
| 11. | 7 luglio 2013     | São José do Rio Preto | Terra rossa | Florencia Molinero           | 6-0, 2-6, 3-6    |
| 12. | 21 luglio 2013    | Campos do Jordão      | Cemento     | Paula Cristina Gonçalves     | 6-3, 5-7, 1-6    |
| 13. | 15 dicembre 2013  | Santiago              | Terra rossa | Verónica Cepede Royg         | 3-6, 4-6         |

### Doppio

#### Vittorie (53)
| Torneo 100 000 $ |
| Torneo 75 000 $  |
| Torneo 50 000 $  |
| Torneo 25 000 $  |
| Torneo 15 000 $  |
| Torneo 10 000 $  |

| N.  | Data              | Torneo                  | Superficie  | Compagno                     | Avversari in finale                               | Punteggio            |
| 1.  | 9 ottobre 2005    | Córdoba                 | Terra rossa | Luciana Sarmenti             | Fernanda Hermenegildo Sarah Tami Masi             | 6-3, 3-6, 6-2        |
| 2.  | 23 ottobre 2005   | Asunción                | Terra rossa | Karen Castiblanco Duarte     | Albertina Gandara Sheila Guerberg                 | 6-4, 6-4             |
| 3.  | 19 febbraio 2006  | San Cristóbal           | Cemento     | Flavia Mignola               | Erika Clarke Courtney Nagle                       | 2-1, ritiro          |
| 4.  | 20 maggio 2006    | Obregón                 | Terra rossa | Agustina Lepore              | Erika Clarke Courtney Nagle                       | 6-2, 6-1             |
| 5.  | 2 luglio 2006     | Córdoba                 | Terra rossa | Flavia Mignola               | Melisa Miranda Otarola Luciana Sarmenti           | 6-3, 6-4             |
| 6.  | 5 maggio 2007     | Buenos Aires            | Terra rossa | Andrea Benítez               | Nicole Buitoni Fernanda Hermenegildo              | 6-2, 6-2             |
| 7.  | 18 maggio 2007    | Córdoba                 | Terra rossa | Andrea Benítez               | Karen Castiblanco Duarte Melisa Miranda Otarola   | 6-2, 6-4             |
| 8.  | 25 maggio 2007    | Córdoba                 | Terra rossa | Andrea Benítez               | Soledad Esperón Agustina Lepore                   | 6-4, 2-6, 6-4        |
| 9.  | 15 giugno 2007    | Balș                    | Terra rossa | Raluca Ciulei                | Diana Enache Antonia Xenia Tout                   | 6-3, -–3             |
| 10. | 7 luglio 2007     | Prokuplje               | Terra rossa | Ana Veselinović              | Kika Hogendoorn Davinia Lobbinger                 | 6-1, 7-6(3)          |
| 11. | 13 luglio 2007    | Bucarest                | Terra rossa | Andrea Benítez               | Melissa Carbera Handt Carolina Gago Fuentes       | 7-6(10), 6-1         |
| 12. | 20 luglio 2007    | Craiova                 | Terra rossa | Andrea Benítez               | Mailen Auroux Vanesa Furlanetto                   | 6-3, 6-4             |
| 13. | 1º settembre 2007 | Santa Cruz de la Sierra | Terra rossa | Soledad Esperón              | María Fernanda Álvarez Terán Claudia Razzeto      | 6-2, 6-2             |
| 14. | 13 settembre 2007 | Santo André             | Cemento     | Soledad Esperón              | Larissa Carvalho Carla Tiene                      | 4-6, 6-2, [10-7]     |
| 15. | 13 aprile 2008    | Jackson                 | Terra verde | Soledad Esperón              | Christina Fusano Michaela Paštiková               | 1-6, 6-3, [10-6]     |
| 16. | 13 giugno 2008    | Campobasso              | Terra rossa | Roxane Vaisemberg            | Nicole Clerico Jessica Moore                      | 6-3, 6-2             |
| 17. | 6 settembre 2008  | Buenos Aires            | Terra rossa | Estefania Craciún            | Mailen Auroux Roxane Vaisemberg                   | 1-6, 6-1, [10-2]     |
| 18. | 25 ottobre 2008   | Città del Messico       | Terra rossa | Estefania Craciún            | Lorena Arias Rodríguez Angélica Chávez            | 6-3, 6-4             |
| 19. | 1º novembre 2008  | Città del Messico       | Cemento     | Estefania Craciún            | Sabrina Capannolo Dominika Diešková               | 6-4, 6-4             |
| 20. | 6 dicembre 2008   | Buenos Aires            | Terra rossa | Carla Beltrami               | Catalia Arancibia Isabella Robbiani               | 6-0, 6-2             |
| 21. | 4 aprile 2009     | Lima                    | Terra rossa | Carla Beltrami               | Bianca Botto Natalia Guitler                      | 4-6, 6-3, [10-5]     |
| 22. | 30 maggio 2009    | Córdoba                 | Terra rossa | Carla Beltrami               | Fernanda Hermenegildo Carla Tiene                 | 6-3, 6-4             |
| 23. | 5 luglio 2009     | Mont-de-Marsan          | Terra rossa | Jorgelina Cravero            | Marija Kondrat'eva Sophie Lefèvre                 | 2-6, 6-4, [10-7]     |
| 24. | 11 luglio 2009    | La Coruña               | Cemento     | Florencia Molinero           | Vesna Manasieva Ksenija Milevskaja                | 6-2, 6-4             |
| 25. | 17 luglio 2009    | Roma                    | Terra rossa | Teodora Mirčić               | Elisa Balsamo Stefania Chieppa                    | 7-5, 6-2             |
| 26. | 20 marzo 2010     | Irapuato                | Cemento     | Florencia Molinero           | Lena Litvak Natalia Ryzhonkova                    | 6(3)-7, 6-2, [10-7]  |
| 27. | 18 aprile 2010    | Osprey                  | Terra verde | Florencia Molinero           | Madison Brengle Asia Muhammad                     | 6-1, 7-6(3)          |
| 28. | 26 settembre 2010 | Foggia                  | Terra rossa | Florencia Molinero           | Estrella Cabeza Candela Laura Pous Tió            | 6-2, 6-2             |
| 29. | 29 maggio 2011    | Grado                   | Terra rossa | Ekaterina Ivanova            | Wan-Ting Liu Sheng-Nan Sun                        | 6-3, 6-0             |
| 30. | 12 giugno 2011    | Campobasso              | Terra rossa | Mailen Auroux                | Ani Mijacika Irena Pavlović                       | 6-2, 3-6, 6-4        |
| 31. | 14 agosto 2011    | Santa Cruz de la Sierra | Terra rossa | Andrea Koch Benvenuto        | Jazmín Britos Giovanna Tomita                     | 6-2, 6-1             |
| 32. | 21 agosto 2011    | La Paz                  | Terra rossa | Andrea Koch Benvenuto        | Carla Lucero Luciana Sarmenti                     | 6-2, 6-2             |
| 33. | 28 agosto 2011    | Cochabamba              | Terra rossa | Carla Lucero                 | Lenka Broosová Daiana Negreanu                    | 6-2, 6-3             |
| 34. | 25 settembre 2011 | San Paolo               | Terra rossa | Carla Lucero                 | Gabriela Cé Flavia Guimaraes Bueno                | 7-6(12), 6-4         |
| 35. | 6 novembre 2011   | Asunción                | Terra rossa | Mailen Auroux                | Tatiana Búa Luciana Sarmenti                      | 6-3, 4-6, 6-3        |
| 36. | 13 novembre 2011  | Asunción                | Terra rossa | Mailen Auroux                | Ulrikke Eikeri Andréa Gamiz                       | 6-1, 2-6, 6-3        |
| 37. | 4 dicembre 2011   | Rosario                 | Terra rossa | Mailen Auroux                | Ines Ferrer Suárez Richél Hogenkamp               | 4-6, 6-1, 6-3        |
| 38. | 11 dicembre 2011  | Buenos Aires            | Terra rossa | Mailen Auroux                | Teliana Pereira Vivian Segnini                    | 6-1, 6-3             |
| 39. | 12 febbraio 2012  | Bertioga                | Cemento     | Mailen Auroux                | Verónica Cepede Royg Florencia Molinero           | 6-3, 6-1             |
| 40. | 29 aprile 2012    | Caracas                 | Cemento     | Mailen Auroux                | Verónica Cepede Royg Andrana Pérez                | 6-4, 6-3             |
| 41. | 1º luglio 2012    | Périgueux               | Terra rossa | Mailen Auroux                | Leticia Costas Ines Ferrer Suárez                 | 6-1, 6-2             |
| 42. | 8 luglio 2012     | Versmold                | Terra rossa | Mailen Auroux                | Elena Bogdan Réka-Luca Jani                       | 6-1, 6-4             |
| 43. | 29 luglio 2012    | São José do Rio Preto   | Terra rossa | Mailen Auroux                | Aranza Salut Carolina Zeballos                    | 6-1, 7-6(7)          |
| 44. | 9 settembre 2012  | Mestre                  | Terra rossa | Mailen Auroux                | Réka-Luca Jani Teodora Mirčić                     | 5-7, 6-4, [10-8]     |
| 45. | 2 dicembre 2012   | Santiago                | Terra rossa | Mailen Auroux                | Paula Cristina Gonçalves Roxane Vaisemberg        | 6-4, 6-2             |
| 46. | 21 luglio 2013    | Campos do Jordão        | Cemento     | Paula Cristina Gonçalves     | María Fernanda Álvarez Terán Maria Fernanda Alves | 7-5, 6-3             |
| 47. | 5 ottobre 2013    | Ciudad Victoria         | Cemento     | María Fernanda Álvarez Terán | Chieh-Yu Hsu Ana Sofía Sánchez                    | 7-6(2), 6-3          |
| 48. | 13 ottobre 2013   | Tampico                 | Cemento     | María Fernanda Álvarez Terán | Constanza Gorches Victoria Rodríguez              | 6-3, 6-4             |
| 49. | 20 ottobre 2013   | Rock Hill               | Cemento     | Mariana Duque Mariño         | Allie Kiick Asia Muhammad                         | 4-6, 7–6(5), [12-10] |
| 50. | 7 dicembre 2013   | Mérida                  | Cemento     | Chieh-Yu Hsu                 | Hilda Melander Rebecca Paterson                   | 6-4, 5-7, [10–6]     |
| 51. | 13 dicembre 2013  | Santiago                | Terra rossa | Verónica Cepede Royg         | Cecilia Costa Melgar Daniela Seguel               | 2-6, 6-4, [10-5]     |
| 52. | 5 aprile 2014     | Medellín                | Terra rossa | Irina-Camelia Begu           | Monique Adamczak Marina Shamayko                  | 6-2, 7-6(2)          |
| 53. | 17 maggio 2014    | Saint-Gaudens           | Terra rossa | Verónica Cepede Royg         | Sharon Fichman Johanna Konta                      | 7-5, 6-3             |

#### Sconfitte (35)
| Torneo 100 000 $ |
| Torneo 75 000 $  |
| Torneo 50 000 $  |
| Torneo 25 000 $  |
| Torneo 15 000 $  |
| Torneo 10 000 $  |

| N.  | Data              | Torneo              | Superficie      | Compagno                     | Avversari in finale                          | Punteggio           |
| 1.  | 28 agosto 2005    | Bogotà              | Terra rossa (i) | Luciana Sarmenti             | Estefania Balda Álvarez Mariana Muci Torres  | 5-7, 3-6            |
| 2.  | 13 maggio 2006    | Los Mochis          | Terra rossa     | Agustina Lepore              | Mariana Duque Mariño Viky Núñez Fuentes      | 5-7, 3-6            |
| 3.  | 11 giugno 2006    | Xalapa              | Cemento         | Flavia Mignola               | Betina Jozami Daniela Múñoz Gallegos         | 6(8)-7, 6-3, 1-6    |
| 4.  | 15 luglio 2006    | Caracas             | Cemento         | Flavia Mignola               | Betina Jozami Andrea Koch Benvenuto          | 6-4, 2-6, 2-6       |
| 5.  | 3 settembre 2006  | Bogotà              | Terra rossa     | Vanesa Furlanetto            | Mariana Duque Mariño Viky Núñez Fuentes      | 4-6, 2-6            |
| 6.  | 10 marzo 2007     | Toluca              | Cemento (i)     | Andrea Benítez               | Courtney Nagle Chanelle Scheepers            | 2-6, 6-1, 2-6       |
| 7.  | 8 settembre 2007  | Barueri             | Cemento         | Soledad Esperón              | Fabiana Chiaparini Leticia Sobral            | 7-6(4), 4-6, [9-11] |
| 8.  | 29 settembre 2007 | Ciudad Juárez       | Terra rossa     | Roxane Vaisemberg            | Andrea Benítez Soledad Esperón               | 3-6, 4-6            |
| 9.  | 3 maggio 2008     | Coatzacoalcos       | Cemento         | Agustina Lepore              | Anna Fitzpatrick Anna Hawkins                | 2-6, 2-6            |
| 10. | 30 maggio 2008    | Galatina            | Terra rossa     | Maria Fernanda Alves         | Melanie Klaffner Jessica Moore               | 6-3, 1-6, [6-10]    |
| 11. | 3 agosto 2008     | Campos do Jordão    | Terra rossa     | Jorgelina Cravero            | Mailen Auroux Roxane Vaisemberg              | 3-6, 4-6            |
| 12. | 29 novembre 2008  | Buenos Aires        | Terra rossa     | Tatiana Búa                  | Fernanda Hermenegildo Teliana Pereira        | 3-6, 2-6            |
| 13. | 23 maggio 2009    | Santos              | Terra rossa     | María Fernanda Álvarez Terán | Monique Adamczak Florencia Molinero          | 6-1, 1-6, [7-10]    |
| 14. | 27 giugno 2009    | Périgueux           | Terra rossa     | Jorgelina Cravero            | Julija Bejhel'zymer Ksenija Lykina           | 6-2, 2-6, [5-10]    |
| 15. | 19 settembre 2009 | Napoli              | Terra rossa     | Betina Jozami                | Nina Bratčikova Oksana Kalašnikova           | 6(5)-7, 6-2, [8-10] |
| 16. | 16 gennaio 2010   | Plantation          | Terra verde     | Jorgelina Cravero            | Aurélie Védy Mashona Washington              | 0-6, 2-6            |
| 17. | 10 aprile 2010    | Jackson             | Terra verde     | Florencia Molinero           | Maria Fernanda Alves Ana-Clara Duarte        | 4-6, 6-3, [5-10]    |
| 18. | 24 aprile 2010    | Dothan              | Terra verde     | Teodora Mirčić               | Alina Zhidkova Nastas'sja Jakimava           | 4-6, 2-6            |
| 19. | 11 giugno 2010    | Campobasso          | Terra verde     | Laura Thorpe                 | Juliana Fedak Anastasіja Vasyl'jeva          | 2-6, 6-3, [10-7]    |
| 20. | 1º agosto 2010    | Bucarest            | Terra rossa     | Florencia Molinero           | Irina-Camelia Begu Elena Bogdan              | 1-6, 1-6            |
| 21. | 31 ottobre 2010   | Bayamón             | Cemento         | Florencia Molinero           | Maria Fernanda Alves Marie-Ève Pelletier     | 6-7, 4-6            |
| 22. | 3 aprile 2011     | Buenos Aires        | Terra rossa     | Florencia Molinero           | Maria Fernanda Alvarez Teran Paula Ormaechea | 6-4, 5-7, 4-6       |
| 23. | 17 aprile 2011    | Osprey              | Terra verde     | Erika Sema                   | Stéphanie Foretz Gacon Alexa Glatch          | 6-4, 5-7, [7-10]    |
| 24. | 15 maggio 2011    | Reggio Emilia       | Terra rossa     | Claudia Giovine              | Sally Peers Sophie Ferguson                  | 4-6, 1-6            |
| 25. | 18 settembre 2011 | São José dos Campos | Terra rossa     | Carla Lucero                 | Flavia Dechandt Araujo Laura Pigossi         | 3-6, 7-5, 6-2       |
| 26. | 20 novembre 2011  | Asunción            | Terra rossa     | Mailen Auroux                | Julia Cohen Tereza Mrdeža                    | 3-6, 6-2, 3-6       |
| 27. | 18 dicembre 2011  | Santiago            | Terra rossa     | Mailen Auroux                | Ines Ferrer Suarez Richèl Hogenkamp          | 4-6, 6-3, [5-10]    |
| 28. | 8 aprile 2012     | Jackson             | Terra verde     | Mailen Auroux                | Elena Bovina Tereza Mrdeža                   | 3-6, 3-6            |
| 29. | 24 giugno 2012    | Montpellier         | Terra rossa     | Mailen Auroux                | Séverine Beltrame Laura Thorpe               | 6-4, 4-6, [6-10]    |
| 30. | 23 settembre 2012 | Podgorica           | Terra rossa     | Mailen Auroux                | Nicole Clerico Anna Zaja                     | 6-5, 4-6, [9-11]    |
| 31. | 24 marzo 2013     | Innisbrook          | Terra verde     | Paula Cristina Gonçalves     | Ashleigh Barty Alizé Lim                     | 1-6, 3-6            |
| 32. | 2 giugno 2013     | Maribor             | Terra rossa     | Mailen Auroux                | Paula Kania Magda Linette                    | 3-6, 0-6            |
| 33. | 22 dicembre 2013  | Bertioga            | Cemento         | Verónica Cepede Royg         | Paula Cristina Gonçalves Laura Pigossi       | 6-4, 2-6, [7–10]    |
| 34. | 15 marzo 2014     | San Paolo           | Terra rossa     | María Fernanda Álvarez Terán | Irina-Camelia Begu Aleksandra Panova         | 6-4, 3-6, [9-11]    |
| 35. | 5 luglio 2014     | Contrexéville       | Terra rossa     | Irina-Camelia Begu           | Aleksandra Panova Laura Thrope               | 3-6, 0-4 rit.       |